# Џемпер
Џемпер или пуловер је одевни предмет који служи за покривање горње половине тела и рука, популаран је код мушкараца, жена и деце свих узраста. Често се носи преко кошуље, блузе, мајице и сл., али се може носити директно уз кожу. Џемпери се традиционално праве од вуне, али у садашњости се праве још од памука, синтетичких влакана или комбинацијом свих наведених материјала.
Основна намена џемпера је заштита од хладноће. Због тога је један од најподеснијих материјала за плетење џемпера вуна. Вуна има својство задржавања ситних ваздушних мехурића који када су у великом броју веома добар топлотни изолатор.

## Врсте
Постоји веома пуно различитих облика џемпера, а они се могу поделити према:
- Различит тип оковратника. Постоје обични кружни оковратници и оковратници са тзв. V изразом. Али постоји оковратник који иде до браде и овакав џемпер се често зове ролка.
- Са и без отварања. Поред стандардних џемпера често се могу наћи џемпери који се могу шнирати са предње стране помоћу рајфешлуса или дугмића
- Различити материјали. Најчешћи материјали од којих се израђују џемпери су: вуна, памук, полиестер и друга вештачка влакна или комбинација свих поменутих.

## Галерија
- Женски џемпер
- Дечји џемпер
- Џемпер са V изразом